# جيفري سكوت هولاند
جيفري سكوت هولاند (بالإنجليزية: Jeffrey Scott Holland)‏ هو رسام أمريكي، ولد في 13 مايو 1966.